# Una na
«Una na» es una canción grabada por la cantante y actriz argentina Lali. La cantante coescribió la canción con el compositor cubano Andy Clay y sus productores Peter Akselrad, Luis Burgio y Nano Novello, de la productora 3musica. Fue lanzado el 28 de julio de 2017, a través de Sony Music Argentina, como el primer sencillo de su tercer álbum de estudio Brava (2018).

## Antecedentes y lanzamiento
En mayo de 2017, Lali confirmó que había comenzado a trabajar en su nuevo material y reveló el título de un nuevo sencillo llamado «Sin enamorarnos». Posteriormente, en julio del mismo año, la cantante publicó una serie de videos a través de Instagram, anunciando el lanzamiento de «Una na», que reemplazó al previamente anunciado como el sencillo principal de su próximo tercer álbum de estudio. La canción nació en una jam session con el productor cubano Andy Clay en marzo de 2017, cuando se encontraba promocionando su sencillo anterior «Ego» en Miami, Florida.

## Composición
«Una na» fue coescrita por Espósito, el cantautor cubano Andy Clay y los productores Peter Akselrad, Luis Burgio y Gustavo Novello. Fue producido, arreglado y grabado por 3musica y mezclado por EarCandy en Miami. La canción fusiona su característica pop con ritmos urbanos para lograr un sonido fresco y diferente. La cantante explicó a Infobae que la canción cuenta una historia de amor, con el mensaje «una vez que empiezas a sentir algo por alguien después de esa primera vista, es muy difícil volver atrás y olvidarlo, entonces quieres profundizar en esa historia», haciendo referencia a su relación con su exnovio y productor musical Santiago Mocorrea. La canción originalmente se iba a titular «Una y otra vez», pero luego se cambió a «Una na», repitiendo las dos últimas letras de la palabra «Una». Según el cantante, esto hace que el título sea más original.

## Video musical
Dirigido por Juan Ripari, el video musical se estrenó el 20 de septiembre de 2017 a la medianoche en Vevo. Horas antes, las escenas del video musical se podían ver en las pantallas publicitarias de todo Buenos Aires, anunciando su lanzamiento. El video fue filmado en los Valles Calchaquíes en provincia de Salta, Argentina. A través de diferentes escenarios (colinas, valles, desierto, carreteras y un tourquoise convertible), Lali muestra su talento como bailarina posando con múltiples looks.

## Créditos y personal
Adaptados desde Jaxsta.
| Producción - Lali: voz, composición - Gustavo Novello: composición, producción, bajo, teclados - Luis Burgio: composición, producción, batería - Pablo Akselrad: composición, producción, guitarra - Peter Clayton: composición - Ariel Chichotky: producción - 3Música: producción - Antonella Giunta: coros - Stefania Romero: coros | Técnico - Nicolás Kalwill: ingeniero de masterización - EarCandy: ingeniero de mezcla - Facundo Yalve: ingeniero de grabación - Nano Novello: ingeniero de grabación - Tomás Ruiz: ingeniero de grabación |

## Posicionamiento en listas
| Listas (2017)                       | Mejor posición |
| ----------------------------------- | -------------- |
| Argentina (Monitor Latino)          | 11             |
| Argentina Latino (Monitor Latino)   | 9              |
| Argentina Nacional (Monitor Latino) | 1              |
| Mexico Español Airplay (Billboard)  | 34             |
| Uruguay (Monitor Latino)            | 8              |

| Listas (2017)                     | Posición |
| --------------------------------- | -------- |
| Argentina (Monitor Latino)        | 89       |
| Argentina Latino (Monitor Latino) | 61       |
| Ecuador Pop (Monitor Latino)      | 89       |
| Panamá Pop (Monitor Latino)       | 94       |
| Uruguay (Monitor Latino)          | 90       |
| Venezuela Pop (Monitor Latino)    | 98       |
| Listas (2018)                     | Posición |
| Argentina Latino (Monitor Latino) | 90       |

## Premios y nominaciones
| Año  | Premiación                    | Categoría                    | Resultado | Ref.   |
| ---- | ----------------------------- | ---------------------------- | --------- | ------ |
| 2017 | Kids' Choice Awards Argentina | Canción latina favorita      | Ganadora  | [ 24 ] |
| 2018 | Premios Quiero                | Mejor video artista femenino | Nominada  | [ 25 ] |

## Historial de lanzamientos
| País   | Fecha               | Formato(s)                  | Discográfica         | Ref.   |
| ------ | ------------------- | --------------------------- | -------------------- | ------ |
| Varios | 28 de julio de 2017 | Descarga digital, streaming | Sony Music Argentina | [ 26 ] |